# Şevkefza Sultan

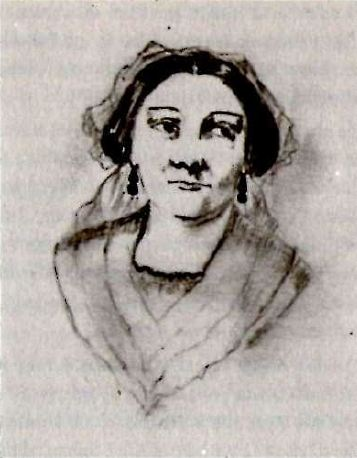
Şevkefza Sultan

Şevkefza Sultan, född Vilma Zaurum 1823, död 1889, var en valide sultan i det Osmanska riket under sin son sultan Murad V från 1876 till 1876. 
Hon var född i Poti i Georgien och hette Vilma Zaurum innan hon föll offer för slavhandeln.  Hon kom till det kejserliga osmanska haremet som slavkonkubin till sultan Abd ül-Mecid I år 1839, där hon enligt sed konverterade till islam och fick ett persiskt namn, Şevkefza ('den som muntrar upp'). Hon blev ikbal och befordrades till kadin, hustru, år 1843. 
Hon var sultanens fjärde hustru. Den brittiske ambassadören, som informerade sig om sultanens hustru genom kvinnor som hade träffat henne, hade informerats om att hon var den vackraste av sultanens hustrur, men också den minst talangfulla.
Då hennes son besteg tronen utnämnde han hennes anhängare Damat Nuri Pasha till Lord Pasha.  Şevkefza och Damat konfiskerade sedan all den förmögenhet i guldmynt och juveler som hade gömts undan i haremet av den förra sultanen och valide sultanen.  
Hennes son avsattes år 1876 till förmån för sin yngre halvbror.  Hon ska aldrig ha accepterat hans avsättning utan uppmuntrat honom att stödja en kupp som år 1877 planerats för att återinsätta honom, men lyckades inte övertala honom att ge den sitt godkännande.